# Église Sainte-Madeleine de Laurier
Pour les articles homonymes, voir Église Sainte-Madeleine.
L'église Sainte-Madeleine de Laurier est une église catholique située à Sainte-Colombe-de-Villeneuve, en France.

## Localisation
L'église Saint-Madeleine est située au hameau de Laurier, sur le territoire de la commune de Sainte-Colombe-de-Villeneuve, dans le département français de Lot-et-Garonne, .

## Historique
Le chœur doit dater du XIIe siècle.
Le chœur de l'église est inscrit au titre des monuments historiques le 7 janvier 1926,.